# Лукас (Техас)
Лукас (англ. Lucas) — місто (англ. city) в США, в окрузі Коллін штату Техас. Населення — 7612 особи (2020).

## Географія
Лукас розташований за координатами 33°6′5″ пн. ш. 96°34′48″ зх. д. / 33.10139° пн. ш. 96.58000° зх. д. (33.101298, -96.580077).  За даними Бюро перепису населення США в 2010 році місто мало площу 32,69 км², з яких 32,64 км² — суходіл та 0,06 км² — водойми. В 2017 році площа становила 38,11 км², з яких 37,32 км² — суходіл та 0,79 км² — водойми.

## Демографія
Згідно з переписом 2010 року, у місті мешкало 5166 осіб у 1585 домогосподарствах у складі 1437 родин. Густота населення становила 158 осіб/км².  Було 1641 помешкання (50/км²).
Расовий склад населення:
| - 91,9 % — білих - 2,2 % — азіатів - 1,3 % — чорних або афроамериканців - 0,9 % — корінних американців - 1,5 % — осіб інших рас |

До двох чи більше рас належало 2,2 %. Частка іспаномовних становила 6,0 % від усіх жителів.
За віковим діапазоном населення розподілялося таким чином: 32,6 % — особи молодші 18 років, 58,8 % — особи у віці 18—64 років, 8,6 % — особи у віці 65 років та старші. Медіана віку мешканця становила 40,8 року. На 100 осіб жіночої статі у місті припадало 102,0 чоловіків;  на 100 жінок у віці від 18 років та старших — 99,0 чоловіків також старших 18 років.
Середній дохід на одне домашнє господарство  становив 170 909 доларів США (медіана — 119 194), а середній дохід на одну сім'ю — 179 643 долари (медіана — 130 000). За межею бідності перебувало 13,2 % осіб, у тому числі 18,0 % дітей у віці до 18 років та 10,9 % осіб у віці 65 років та старших.
Цивільне працевлаштоване населення становило 2684 особи. Основні галузі зайнятості: науковці, спеціалісти, менеджери — 22,0 %, освіта, охорона здоров'я та соціальна допомога — 19,3 %, роздрібна торгівля — 11,1 %, виробництво — 10,5 %.